# 常皇后
常皇后（じょうこうごう、1355年 - 1378年）は、明の懿文太子朱標の正室。朱標の追尊にともない皇后を追贈された。諱は美栄と伝わる。

## 経歴
功臣の常遇春と藍氏（藍玉の姉）の娘として生まれた。太子朱標にとつぎ、太子妃となった。洪武11年（1378年）11月、次男の朱允熥を産み、薨去した。父の常遇春と合葬された。
朱標と呂氏の子の建文帝が即位すると、孝康皇后と諡された。永楽帝が帝位につくと、太子妃に追降した。後に、弘光帝が南明の皇帝に即位すると、孝康皇后の諡号が復されあらためて追尊された。

## 子女
- 朱雄英 - 虞王。9歳で死去した。
- 江都公主
- 公主[1]
- 朱允熥（呉王）

## 伝記資料
- 『明太祖実録』
- 『東宮妃常氏墓志』
- 『常氏家譜』